# Bakus Olympiastadion
Bakus Olympiastadion (azerbajdzjanska: Bakı Olimpiya Stadionu) är en arena i Azerbajdzjans huvudstad Baku. Arenan färdigställdes i mars 2015 och fungerar sedan dess som hemmaarena för Azerbajdzjans herrlandslag i fotboll. När Baku arrangerade den första upplagan av de europeiska spelen 2015 hölls öppningsceremonin i stadion. Kapaciteten är 69 870 vid idrottsevenemang och det är den största stadion i landet.

## Bilder

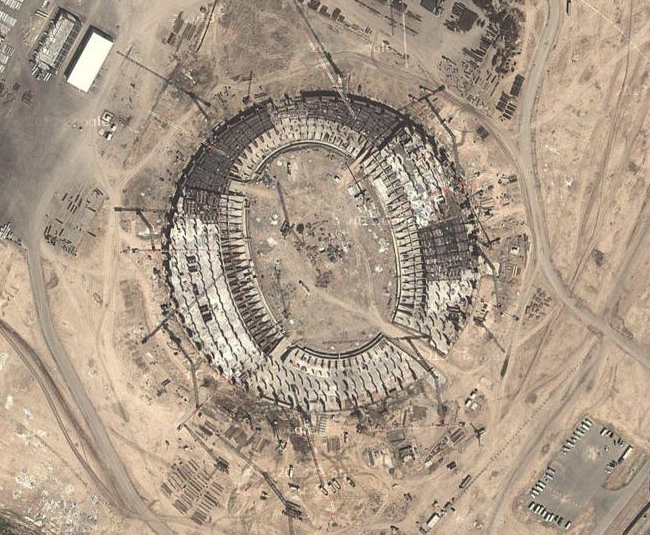
Stadion sedd från satellit.
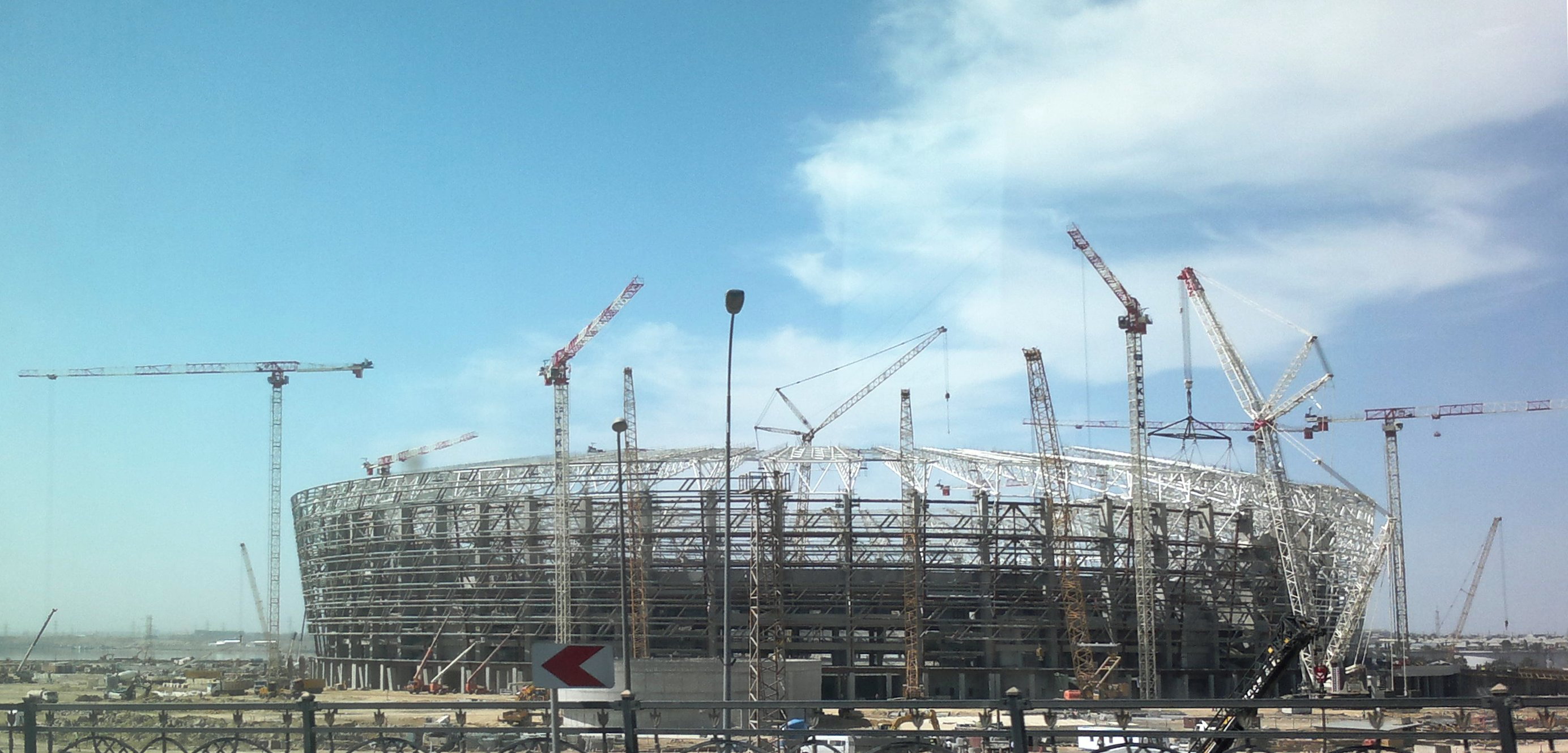
Stadion under byggnationen.
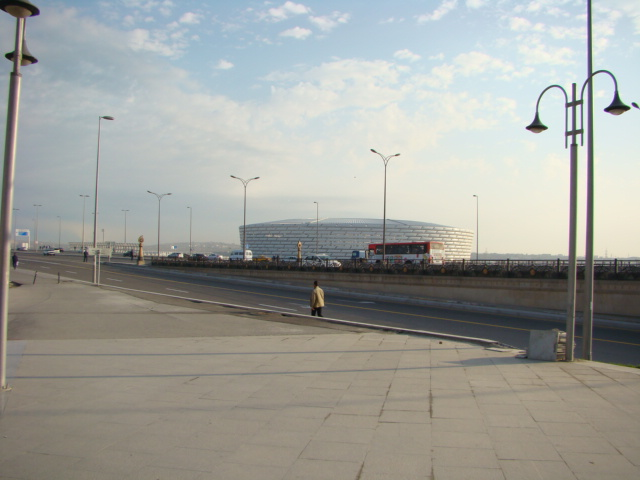
Bakus Olympiastadion.
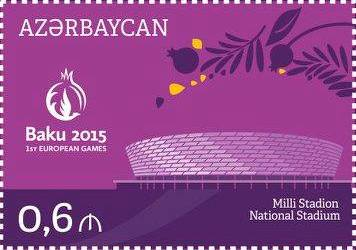
Stadion på ett azerbajdzjanskt frimärke från 2014.

### Europamästerskapet i fotboll 2020
Bakus Olympiastadion var en av arenorna under Europamästerskapet i fotboll 2020.

#### Matcher på Bakus Olympiastadion under EM
| Datum      | Tid (CET) | Lag 1   | Res. | Lag 2   | Omgång        | Åskådare |
| ---------- | --------- | ------- | ---- | ------- | ------------- | -------- |
| 2021-06-12 | 15.00     | Wales   | –    | Schweiz | Grupp A       |          |
| 2021-06-16 | 18.00     | Turkiet | –    | Wales   | Grupp A       |          |
| 2021-06-20 | 18.00     | Schweiz | –    | Turkiet | Grupp A       |          |
| 2021-07-03 | 18.00     |         | –    |         | Kvartsfinaler |          |